# Putlitz
Putlitz er en by i Landkreis Prignitz i den tyske delstat Brandenburg. Putlitz er beliggende i den nordlige del af landskabet Prignitz, 15 km nordvest for Pritzwalk, og 35 km nordøst for Wittenberge.
Byen ligger ved floden Stepenitz. I kommunens område ligger Naturbeskyttelsesområde Putlitzer Hainholz og dele af Stepenitz og Marienfließ samt dele af EU-habitatområdet Mathildenhofer See.

## Bydele og bebyggelser
Til Putlitz hører bydelene
- Laaske
- Lockstädt
- Lütkendorf
- Mansfeld
- Nettelbeck
- Porep
- Putlitz
- Sagast
- Telschow-Weitgendorf

- Vandmølle
- Burghof
- Philippshof
- Stepenitz

- Wikimedia Commons har flere filer relateret til Putlitz